# Pyra: Ang Babaeng Apoy
Pyra: Ang Babaeng Apoy es una serie de televisión filipina transmitida por GMA Network desde el 26 de agosto de 2013. Está protagonizada por Thea Tolentino, Jeric Gonzales y Elle Ramírez.

## Elenco

### Elenco principal
- Thea Tolentino como Pyra Lucente-Del Fierro.
- Jeric Gonzales como Jeffrey Cálida.
- Elle Ramírez como Cindy Del Fierro.

### Elenco secundario
- Angelu De Leon como Merly Lucente-Del Fierro.
- Gladys Reyes como Susan Del Fierro.
- Ryan Eigenmann como Daniel Del Fierro.
- Roxanne Guinoo como Barbara Del Fierro.
- Polo Ravales como Miguel Reyes.
- Christopher Roxas como Ramon.
- Zandra Summer como Ella.
- Joshua Uy como Marc Santiago.
- Rich Asunción como Lauren.
- Jenny Miller como Rosalie Santiago-Reyes.
- Teejay Marquez como Maximo Santiago.
- Janno Gibbs como Aldrin Hilario.